# يوقاري آبران
يوقاري آبران هي بلدة في مقاطعة كاسان في ولاية قشقداريا في أوزبكستان.